# Кати Вилхелм
Кати Вилхелм (Шмалкалден, 2. август 1976) је бивша немачка биатлонка и скијашица, двострука олимпијска победница и најуспешнија биатлонка на Олимпијским играма. Као и већина биатлонаца, део је немачке војске где има чин млађег водника. Тренутно живи у Штајнбах-Халенбергу.
На Олимпијским играма дебитовао је 1998. године у Нагану где се такмичила у скијашком трчању. Најбољи резултат остварила је у штафети где је зазузела пето место.
Олимпијске игре 2002. године у Солт Лејк Ситију биле су најуспешније у њеној каријери. Златне медаље освојила је у спринту и у штафети, а сребрну у потери.
На Олимпијским играма 2006. године у Торину на церемонији отварања носила је немачку заставу. Вилхелмова је освојила златну медаљу у потери, и две сребрне медаље, у масовном старту и штафети. Већ тада је постала најуспешнија биталонка на олимпијским играма. 2006. године проглашена је за најбољу биатлонку света и немачку спортисткињу године. Исте године освојила је и Светски куп.
На својим последњим играма у Ванкуверу 2010. године освојила је бронзану медању у штафети. Најбољи пласман у појединачној дисциплини био јој је четврто место у појединачној трци на 15 километара. Медаља у појединачној трци је остала једина медаља у индивидуалној дисциплини која јој недостаје са олимпијских игара.
На Светским првенствима освојила је тринаест медаља: пет златних, четири сребрне и бронзане. Светски куп је освојила једном, а друга је била три пута. Остварила је двадесет једну појединачну пообеду у Светском купу за време своје каријере.
9. марта 2010. године повукла се из биатлона како би се посветила студијама. Немачки медији дали су јој надимак мала Црвенкапа због карактеристичне црвене косе и црвене капе коју је често носила на такмичењима.